# Muhammad Ihab Muhammad Dahab Chalil
Muhammad Ihab Muhammad Dahab Chalil (Mohamed Ehab Mohamed Zahab Khalil, arab. محمد إيهاب محمد دهب خليل; ur. 6 czerwca 1998) – egipski zapaśnik walczący w stylu klasycznym. Zajął piętnaste miejsce na mistrzostwach świata w 2023 roku.
Wicemistrz igrzysk afrykańskich w 2019. Zdobył pięć medali mistrzostw Afryki w latach 2018 - 2024. Wygrał mistrzostwa arabskie w 2022. Mistrz Afryki juniorów w 2018 i Afryki kadetów w 2015 roku.